# Azerbajdzsán a 2004. évi nyári olimpiai játékokon
Azerbajdzsán a görögországi Athénban megrendezett 2004. évi nyári olimpiai játékok egyik részt vevő nemzete volt. Az országot az olimpián 10 sportágban 36 sportoló képviselte, akik összesen 5 érmet szereztek.

## Érmesek
| Érem  | Versenyző              | Sportág       | Versenyszám              |
| ----- | ---------------------- | ------------- | ------------------------ |
| Arany | Fərid Mənsurov         | Birkózás      | Férfi kötöttfogás, 66 kg |
| Bronz | Fuad Aslanov           | Ökölvívás     | Légsúly                  |
| Bronz | Ağası Məmmədov         | Ökölvívás     | Harmatsúly               |
| Bronz | İradə Aşumova          | Sportlövészet | Női sportpisztoly        |
| Bronz | Zemfira Meftahətdinova | Sportlövészet | Női skeet                |

## Atlétika
Férfi
| Versenyző       | Versenyszám | Előfutam | Előfutam | Előfutam | Negyeddöntő | Negyeddöntő | Negyeddöntő | Elődöntő | Elődöntő | Elődöntő | Döntő   | Döntő    |
| Versenyző       | Versenyszám | Idő      | Hely.    | Össz.    | Idő         | Hely.       | Össz.       | Idő      | Hely.    | Össz.    | Idő     | Helyezés |
| --------------- | ----------- | -------- | -------- | -------- | ----------- | ----------- | ----------- | -------- | -------- | -------- | ------- | -------- |
| Teymur Qasımov  | 100 m       | 11,17    | 8.       | 71.*     | kiesett     | kiesett     | kiesett     | kiesett  | kiesett  | kiesett  | kiesett | kiesett  |
| Dadaş İbrahimov | 200 m       | 21,60    | 7.       | 48.      | kiesett     | kiesett     | kiesett     | kiesett  | kiesett  | kiesett  | kiesett | kiesett  |
| Əlibəy Şükürov  | 800 m       | 1:51,11  | 7.       | 66.      |             |             |             | kiesett  | kiesett  | kiesett  | kiesett | kiesett  |

Női
| Versenyző     | Versenyszám   | Selejtező | Selejtező | Döntő    | Döntő    |
| Versenyző     | Versenyszám   | Eredmény  | Helyezés  | Eredmény | Helyezés |
| ------------- | ------------- | --------- | --------- | -------- | -------- |
| Marina Lapina | Kalapácsvetés | 55,34 m   | 46.       | kiesett  | kiesett  |

* - egy másik versenyzővel azonos időt ért el

## Birkózás

### Férfi
Kötöttfogású
| Versenyző       | Versenyszám | Csoportkör | Csoportkör | Negyeddöntő                 | Elődöntő                     | Bronz- mérkőzés   | Döntő                    | Helyezés |
| Versenyző       | Versenyszám | Ellenfél Eredmény | Hely.      | Ellenfél Eredmény           | Ellenfél Eredmény            | Ellenfél Eredmény | Ellenfél Eredmény        | Helyezés |
| --------------- | ----------- | --- | ---------- | --------------------------- | ---------------------------- | ----------------- | ------------------------ | -------- |
| Vitaliy Rəhimov | 60 kg       | A csoport · Włodzimierz Zawadzki (POL) · 4-2 · Csong Dzsihjon (KOR) · 0-3                                              | 2.         | kiesett                     | kiesett                      | kiesett           | kiesett                  | 14.      |
| Fərid Mənsurov  | 66 kg       | C csoport · Juan Luis Marén (CUB) · 3-0 · Ryszard Wolny (POL) · 6-2                                                    | 1.         | Parviz Zejdvand (IRI) · 2-1 | Jimmy Samuelsson (SWE) · 3-1 |                   | Şeref Eroğlu (TUR) · 4-3 |          |
| Vüqar Aslanov   | 74 kg       | F csoport · Aleksandr Dokturishvili (UZB) · 0-4 · Aléxiosz Kolicópulosz (GRE) · 2-2 PP · Berzicza Tamás (HUN) · 0-4 PA | 4.         | kiesett                     | kiesett                      | kiesett           | kiesett                  | 17.      |

Szabadfogású
| Versenyző        | Versenyszám | Csoportkör                                                             | Csoportkör | Negyeddöntő                 | Elődöntő          | Bronz- mérkőzés                         | Döntő             | Helyezés |
| Versenyző        | Versenyszám | Ellenfél Eredmény                                                      | Hely.      | Ellenfél Eredmény           | Ellenfél Eredmény | Ellenfél Eredmény                       | Ellenfél Eredmény | Helyezés |
| ---------------- | ----------- | ---------------------------------------------------------------------- | ---------- | --------------------------- | ----------------- | --------------------------------------- | ----------------- | -------- |
| Namiq Abdullayev | 55 kg       | D csoport · Tanabe Csikara (JPN) · 2-5 · Jogesvar Datt (IND) · 6-2     | 2.         | kiesett                     | kiesett           | kiesett                                 | kiesett           | 14.      |
| Elman Əsgərov    | 66 kg       | G csoport · Jamill Kelly (USA) · 2-3 · Ruslan Bodişteanu (MDA) · 7-3   | 2.         | kiesett                     | kiesett           | kiesett                                 | kiesett           | 12.      |
| Elnur Aslanov    | 74 kg       | B csoport · Daniel Igali (CAN) · 1-7 · Juszup Abduszalomov (TJK) · 3-7 | 3.         | kiesett                     | kiesett           | kiesett                                 | kiesett           | 15.      |
| Rüstəm Ağayev    | 96 kg       | C csoport · Iszlam Bajramukov (KAZ) · 7-2 · Nico Jacobs (NAM) · TUS    | 1.         | Alirezá Hejdari (IRI) · 0-5 |                   | 5. helyért · Vang Jüan-jüan (CHN) · TUS |                   | 5.       |

PA - visszalépett (bírói döntéssel 0-4)

PP - döntő fölény

## Cselgáncs
Férfi
| Versenyző             | Versenyszám   | Selejtező         | 32-es főtábla                        | Nyolcaddöntő                         | Negyeddöntő                       | Elődöntő          | Vigaszág első kör                    | Vigaszág negyeddöntő           | Vigaszág elődöntő                  | Bronz- mérkőzés                  | Döntő             | Helyezés    |
| Versenyző             | Versenyszám   | Ellenfél Eredmény | Ellenfél Eredmény                    | Ellenfél Eredmény                    | Ellenfél Eredmény                 | Ellenfél Eredmény | Ellenfél Eredmény                    | Ellenfél Eredmény              | Ellenfél Eredmény                  | Ellenfél Eredmény                | Ellenfél Eredmény | Helyezés    |
| --------------------- | ------------- | ----------------- | ------------------------------------ | ------------------------------------ | --------------------------------- | ----------------- | ------------------------------------ | ------------------------------ | ---------------------------------- | -------------------------------- | ----------------- | ----------- |
| Elçin Mehdi İsmayılov | Harmatsúly    |                   | Ungvári Miklós (HUN) · 0012-1010     | kiesett                              | kiesett                           | kiesett           |                                      |                                |                                    |                                  |                   | helyezetlen |
| Mehman Əzizov         | Váltósúly     |                   | Guillaume Elmont (NED) · 1010-0001   | Szjarhej Sundzikav (BLR) · 0010-0001 | Robert Krawczyk (POL) · 0000-1001 |                   |                                      | Richard Hawn (USA) · 1000-0000 | Florian Wanner (GER) · 1000-0000   | Dmitrij Noszov (RUS) · 0020-0100 |                   | 5.          |
| Mövlud Mirəliyev      | Félnehézsúlyú |                   | Elco van der Geest (NED) · 0001-1011 |                                      |                                   |                   | Bassel El-Gharbawy (EGY) · 1010-0000 | Inoue Kószei (JPN) · 1011-0000 | Aszhat Zsitkejev (KAZ) · 0021-0001 | Michael Jurack (GER) · 0001-1030 |                   | 5.          |

## Ökölvívás
| Versenyző              | Versenyszám  | Selejtező                        | Nyolcaddöntő                            | Negyeddöntő                   | Elődöntő                        | Döntő             | Helyezés |
| Versenyző              | Versenyszám  | Ellenfél Eredmény                | Ellenfél Eredmény                       | Ellenfél Eredmény             | Ellenfél Eredmény               | Ellenfél Eredmény | Helyezés |
| ---------------------- | ------------ | -------------------------------- | --------------------------------------- | ----------------------------- | ------------------------------- | ----------------- | -------- |
| Ceyhun Abiyev          | Papírsúly    | Bedák Pál (HUN) · 23-8           | Atagün Yalçınkaya (TUR) · 20-23         | kiesett                       | kiesett                         | kiesett           | 9.       |
| Fuad Aslanov           | Légsúly      | George Rakotoarimbelo (MAD) · WO | Nikoloz Izoria (GEO) · 27-21            | Andrzej Rżany (POL) · 24-23   | Jérôme Thomas (FRA) · 18-23     | kiesett           |          |
| Ağası Məmmədov         | Harmatsúly   | Joel Brunker (AUS) · RSC         | Detelin Dalakliev (BUL) · 35-16         | Makszim Tretyak (UKR) · 32-12 | Voraphot Phetkhum (THA) · 19-27 | kiesett           |          |
| Şahin İmranov          | Pehelysúly   | Ludumo Galada (RSA) · RSC        | Alekszej Tyiscsenko (RUS) · RSC         | kiesett                       | kiesett                         | kiesett           | 9.       |
| Rövşən Hüseynov        | Könnyűsúly   | Bongani Mahlangu (RSA) · 22-14   | Vicente Escobedo (USA) · 36-18          | Mario Kindelán (CUB) · 11-23  | kiesett                         | kiesett           | 5.       |
| Ruslan Xeyirov         | Váltósúly    | Adam Trupish (CAN) · RSC         | Hanati Szelamu (CHN) · 26-16            | Lorenzo Aragón (CUB) · 14-16  | kiesett                         | kiesett           | 5.       |
| Cavid Tağıyev          | Középsúly    | Jórgosz Gazísz (GRE) · 32-31     | Szurija Praszathinphimaj (THA) · 19-+19 | kiesett                       | kiesett                         | kiesett           | 9.       |
| Əli Shamil İsmayılov   | Félnehézsúly | Washington Silva (BRA) · 27-22   | Ilíasz Pavlídisz (GRE) · 16-31          | kiesett                       | kiesett                         | kiesett           | 9.       |
| Vüqar Mursal Ələkbərov | Nehézsúly    |                                  | Szpirídon Kladúhasz (GRE) · 18-14       | Nászer es-Sámi (SYR) · DSQ    | kiesett                         | kiesett           | 5.       |

WO - ellenfél nélkül

DSQ - leléptetés

RSC - a játékvezető megállította a mérkőzést

## Sportlövészet
Női
| Versenyző              | Versenyszám   | Selejtező | Selejtező | Döntő | Döntő    |
| Versenyző              | Versenyszám   | Pont      | Helyezés  | Pont  | Helyezés |
| ---------------------- | ------------- | --------- | --------- | ----- | -------- |
| İradə Aşumova          | Légpisztoly   | 386       | 2.**      | 481,4 | 8.       |
| İradə Aşumova          | Sportpisztoly | 588       | 1.*       | 687,3 |          |
| Zemfira Meftahətdinova | Skeet         | 71        | 2.        | 93    |          |

* - egy másik versenyzővel azonos eredményt ért el

** - két másik versenyzővel azonos eredményt ért el

## Súlyemelés
Férfi
| Versenyző      | Versenyszám | Szakítás                 | Szakítás                 | Lökés    | Lökés    | Összesen | Helyezés |
| Versenyző      | Versenyszám | Eredmény                 | Helyezés                 | Eredmény | Helyezés | Összesen | Helyezés |
| -------------- | ----------- | ------------------------ | ------------------------ | -------- | -------- | -------- | -------- |
| Asif Məlikov   | 62 kg       | 115,0                    | 14.*                     | 150,0    | 11.*     | 265,0    | 12.      |
| Turan Mirzəyev | 69 kg       | 147,5                    | 4.**                     | 185,0    | 4.       | 332,5    | 4.       |
| Nizami Paşayev | 94 kg       | érvényes kísérlet nélkül | érvényes kísérlet nélkül | kiesett  | kiesett  | kiesett  | kiesett  |
| Əlibəy Səmədov | 94 kg       | 165,0                    | 16.*                     | 195,0    | 15.      | 360,0    | 15.      |
| Alan Naniyev   | 105 kg      | 190,0                    | 4.**                     | 220,0    | 7.       | 410,0    | 6.       |

* - egy másik versenyzővel azonos eredményt ért el

** - két másik versenyzővel azonos eredményt ért el

## Taekwondo
Férfi
| Versenyző          | Versenyszám | Nyolcaddöntő                  | Negyeddöntő                     | Elődöntő                        | Vigaszág első kör | Vigaszág elődöntő              | Bronz- mérkőzés           | Döntő             | Helyezés |
| Versenyző          | Versenyszám | Ellenfél Eredmény             | Ellenfél Eredmény               | Ellenfél Eredmény               | Ellenfél Eredmény | Ellenfél Eredmény              | Ellenfél Eredmény         | Ellenfél Eredmény | Helyezés |
| ------------------ | ----------- | ----------------------------- | ------------------------------- | ------------------------------- | ----------------- | ------------------------------ | ------------------------- | ----------------- | -------- |
| Niyaməddin Paşayev | Pehelysúly  | Szong Mjongszop (KOR) · 13-15 | kiesett                         | kiesett                         |                   |                                |                           |                   | 11.      |
| Rəşəd Əhmədov      | Váltósúly   | Chinedum Osuji (TRI) · 10-3   | Christophe Negrel (FRA) · 24-17 | Bahri Tanrıkulu (TUR) · 6-6 SUP |                   | Víctor Estrada (MEX) · 9-9 SUP | Juszof Karami (IRI) · 8-9 |                   | 4.       |

SUP - döntő fölény

## Torna

### Ritmikus gimnasztika
| Versenyző      | Versenyszám | Selejtező | Selejtező | Selejtező | Selejtező | Selejtező | Selejtező | Selejtező | Selejtező | Selejtező | Selejtező | Döntő   | Döntő   | Döntő   | Döntő   | Döntő    | Döntő    | Döntő   | Döntő   | Döntő    | Döntő    | Helyezés |
| Versenyző      | Versenyszám | Karika    | Karika    | Labda     | Labda     | Buzogány  | Buzogány  | Szalag    | Szalag    | Összesen  | Összesen  | Karika  | Karika  | Labda   | Labda   | Buzogány | Buzogány | Szalag  | Szalag  | Összesen | Összesen | Helyezés |
| Versenyző      | Versenyszám | Pont      | Hely.     | Pont      | Hely.     | Pont      | Hely.     | Pont      | Hely.     | Pont      | Hely.     | Pont    | Hely.   | Pont    | Hely.   | Pont     | Hely.    | Pont    | Hely.   | Pont     | Hely.    | Helyezés |
| -------------- | ----------- | --------- | --------- | --------- | --------- | --------- | --------- | --------- | --------- | --------- | --------- | ------- | ------- | ------- | ------- | -------- | -------- | ------- | ------- | -------- | -------- | -------- |
| Anna Qurbanova | Egyéni      | 22,775    | 15.       | 23,525    | 13.       | 22,800    | 17.       | 23,200    | 11.       | 92,300    | 14.       | kiesett | kiesett | kiesett | kiesett | kiesett  | kiesett  | kiesett | kiesett | kiesett  | kiesett  | 14.      |

## Úszás
Férfi
| Versenyző      | Versenyszám | Előfutam | Előfutam | Előfutam | Elődöntő | Elődöntő | Elődöntő | Döntő   | Döntő    |
| Versenyző      | Versenyszám | Idő      | Hely.    | Össz.    | Idő      | Hely.    | Össz.    | Idő     | Helyezés |
| -------------- | ----------- | -------- | -------- | -------- | -------- | -------- | -------- | ------- | -------- |
| Serqey Dyaçkov | 100 m gyors | 58,26    | 5.       | 67.      | kiesett  | kiesett  | kiesett  | kiesett | kiesett  |

Női
| Versenyző       | Versenyszám | Előfutam | Előfutam | Előfutam | Elődöntő | Elődöntő | Elődöntő | Döntő   | Döntő    |
| Versenyző       | Versenyszám | Idő      | Hely.    | Össz.    | Idő      | Hely.    | Össz.    | Idő     | Helyezés |
| --------------- | ----------- | -------- | -------- | -------- | -------- | -------- | -------- | ------- | -------- |
| Nataliya Filina | 100 m mell  | 1:20,21  | 4.       | 44.      | kiesett  | kiesett  | kiesett  | kiesett | kiesett  |

## Vívás
Női
| Versenyző       | Versenyszám  | 32-es főtábla              | Nyolcaddöntő                | Negyeddöntő                  | Elődöntő          | Bronz- mérkőzés   | Döntő             | Helyezés |
| Versenyző       | Versenyszám  | Ellenfél Eredmény          | Ellenfél Eredmény           | Ellenfél Eredmény            | Ellenfél Eredmény | Ellenfél Eredmény | Ellenfél Eredmény | Helyezés |
| --------------- | ------------ | -------------------------- | --------------------------- | ---------------------------- | ----------------- | ----------------- | ----------------- | -------- |
| Yelena Jemayeva | Kard, egyéni | Élora Pattaro (BRA) · 15-8 | Gioia Marzocca (ITA) · 15-6 | Mariel Zagunis (USA) · 11-15 | kiesett           | kiesett           | kiesett           | 7.       |